# Billy Nomates
Billy Nomates (* 2. Mai 1990 in Leicester, England als Tor Maries) ist eine britische Songwriterin und Musikerin. Sie lebt in Bristol, England.

## Leben
Maries wuchs in Leicester auf und war Mitglied zahlreicher Bands. Ein Konzert der Sleaford Mods inspirierte sie, Musik zu machen.

## Musik
Maries nahm ihr erstes Album in Bristol mit Geoff Barrow von Portishead auf, das kurz darauf auf BBC Radio 6 Music zu hören war. Sie selbst sieht ihre Musik im Bereich des No-wave. Musik-Kritiker post-punk beschreibt es als Sprechgesang. 2021 unterstützte sie „Mork n Mindy“ der Sleaford Mods. Zudem veröffentlichte sie im Oktober 2021 die EP Emergency Telephone.

## Rezeption
BBC Radio 6 Music DJ Amy Lamé bezeichnete Billy Nomates' Debüt als Album des Jahres 2020.

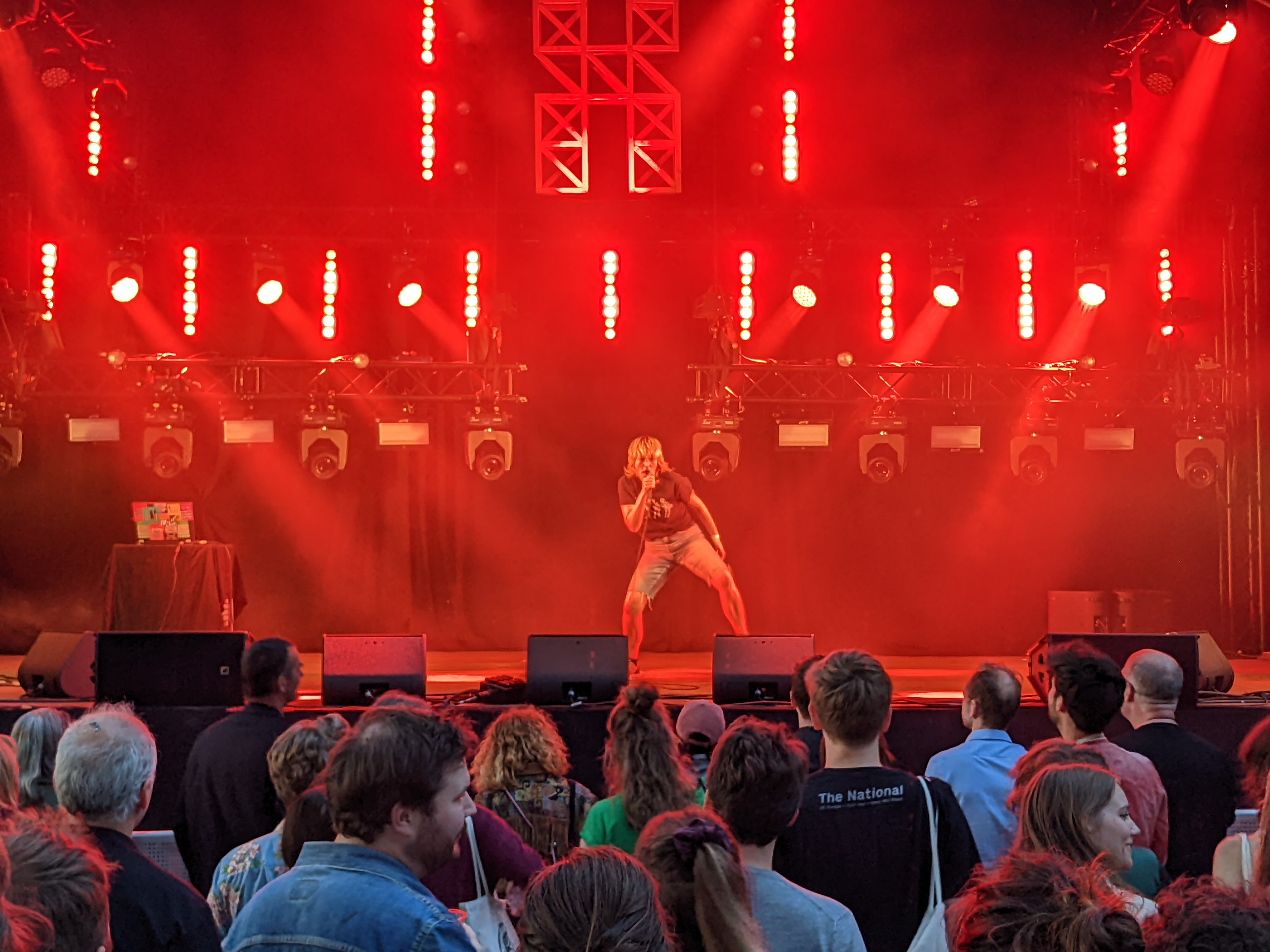
Billy Nomates beim Valkhof Festival (2022)

Nach einem Auftritt beim Glastonbury Festival 2023 sah Nomates sich mit persönlichen, misogynen Onlinebeschimpfungen in „wahnsinnigem“ Ausmaß konfrontiert. Die Sängerin bat daraufhin die BBC darum, die Mitschnitte des Konzerts von der Website des Senders BBC Radio 6 Music zu entfernen und kündigte an, nach dem Sommer 2023 keine weiteren Konzerte mehr spielen zu wollen.

## Diskografie

### Studioalben
- 2020: Billy Nomates
- 2023: Cacti
- 2025: Metalhorse

### EPs
- 2021: Emergency Telephone

### Musikvideos
| Jahr | Titel               | Regie                             | Album         |
| ---- | ------------------- | --------------------------------- | ------------- |
| 2020 | No                  | Jack Joseph & Bobby Spender       | Billy Nomates |
| 2020 | FNP                 |                                   | Billy Nomates |
| 2021 | Heels               | Jack Joseph Dalby & Bobby Spender |               |
| 2022 | Blue Bones          | Tia Salisbury                     | Cacti         |
| 2022 | Balance is Gone     | NWSPK                             | Cacti         |
| 2022 | Saboteur Forcefield | John Minton                       | Cacti         |
| 2022 | Spite               | NWSPK                             | Cacti         |